# Luchsingen
Luchsingen – miejscowość w gminie Glarus Süd w Szwajcarii, w kantonie Glarus. Liczba mieszkańców według danych z 31 grudnia 2020 wynosiła 545 osób. Do 31 grudnia 2010 samodzielna gmina. 1 stycznia 2004 do gminy przyłączono gminy Diesbach oraz Hätzingen.